# Walter Marty
Walter Marty (né le 15 août 1910 et mort le 24 avril 1995) est un athlète américain, spécialiste du saut en hauteur.
Étudiant à l'Université d'État de Californie, Walter Marty franchit une barre à 2,04 m le 13 mai 1933 à Fresno, améliorant d'un centimètre le précédent record du monde du saut en hauteur détenu depuis 1924 par son compatriote Harold Osborn. En 1934, il remporte son unique titre de champion des États-Unis (Amateur Athletic Union) en terminant ex æquo avec son compatriote Cornelius Johnson. Le 28 avril 1934 à Palo Alto, Walter Marty établit un nouveau record du monde de la hauteur en effaçant une barre à 2,06 m.